# John D. LeMay
John David LeMay (n. 29 mai 1962, Saint Paul, Minnesota, SUA) este un actor american, care a interpretat rolul principal în filmul de groază Vineri 13 (IX) (1993).

## Filmografie
| An(i)     | Titlu                         | Rol                 | Observații                                       |
| --------- | ----------------------------- | ------------------- | ------------------------------------------------ |
| 1986      | Zona crepusculară             | Ted/Gay Man         | În episoadele Aqua Vita și, respectiv, Dead Run. |
| 1987      | Highway to Heaven (serial TV) | Pete Lowell         |                                                  |
| 1988      | The Couch Trip                | Rezidentul dr. Smet |                                                  |
| 1989      | The Freeway Maniac            | Iubitul din camion  |                                                  |
| 1987–1989 | Friday the 13th: The Series   | Ryan Dallion        | Serial TV                                        |
| 1990      | Over My Dead Body             | Murray              | Serial TV                                        |
| 1990      | Tour of Duty                  | SP4 Michael Kelman  | Serial TV                                        |
| 1991      | Eddie Dodd                    |                     | Serial TV                                        |
| 1993      | Vineri 13 (IX)                | Steven Freeman      |                                                  |
| 1996      | Without a Map                 | Paul                |                                                  |
| 2001      | Three Shots                   | Robert              |                                                  |
| 2001      | Totally Blonde                | Bărbatul de la bar  |                                                  |

## Legături externe
- John D. LeMay la Internet Movie Database